# Sphaericus ambiguus
Sphaericus ambiguus é uma espécie de insetos coleópteros polífagos pertencente à família Anobiidae.
A autoridade científica da espécie é Wollaston, tendo sido descrita no ano de 1865.
Trata-se de uma espécie presente no território português.